# Liste des paroisses civiles du Berkshire

Localisation du comté de Berkshire en Angleterre.

Voici la liste des paroisses civiles du comté cérémoniel du Berkshire, en Angleterre.

## Liste des paroisses civiles par district

### Borough de Bracknell Forest

Carte du borough de Bracknell Forest.

Ce borough est entièrement découpé en paroisses civiles.
- Binfield
- Bracknell (ville)
- Crowthorne
- Sandhurst (ville)
- Warfield
- Winkfield

### Borough de Reading

Carte du borough de Reading.

Ce borough, qui correspond à la ville de Reading, ne comprend aucune paroisse civile. 

### Borough de Slough

Carte du borough de Slough.

Ce borough est entièrement découpé en paroisses civiles, à l'exception de l'ancien borough municipal de Slough.
- Britwell
- Colnbrook with Poyle
- Wexham Court

### District du West Berkshire

Carte du district du West Berkshire.

Ce district est entièrement découpé en paroisses.
- Aldermaston
- Aldworth
- Ashampstead
- Basildon
- Beech Hill
- Beedon
- Beenham
- Boxford
- Bradfield
- Brightwalton
- Brimpton
- Bucklebury
- Burghfield
- Catmore
- Chaddleworth
- Chieveley
- Cold Ash
- Combe
- Compton
- East Garston
- East Ilsley
- Enborne
- Englefield
- Farnborough
- Fawley
- Frilsham
- Great Shefford
- Greenham
- Hampstead Marshall
- Hampstead Norreys
- Hermitage
- Holybrook
- Hungerford (ville)
- Inkpen
- Kintbury
- Lambourn
- Leckhampstead
- Midgham
- Newbury (ville)
- Padworth
- Pangbourne
- Peasemore
- Purley on Thames
- Shaw-cum-Donnington
- Speen
- Stanford Dingley
- Stratfield Mortimer
- Streatley
- Sulham
- Sulhamstead
- Thatcham (ville)
- Theale
- Tidmarsh
- Tilehurst
- Ufton Nervet
- Wasing
- Welford
- West Woodhay
- West Ilsley
- Winterbourne
- Wokefield
- Woolhampton
- Yattendon

### Borough royal de Windsor and Maidenhead

Carte du borough royal de Windsor and Maidenhead.

Ce borough est entièrement découpé en paroisses civiles, à l'exception des anciens boroughs municipaux de Maidenhead et New Windsor.
- Bisham
- Bray
- Cookham
- Cox Green
- Datchet
- Eton (ville)
- Horton
- Hurley
- Old Windsor
- Shottesbrooke
- Sunningdale
- Sunninghill and Ascot
- Waltham St Lawrence
- White Waltham
- Wraysbury

### Borough de Wokingham

Carte du borough de Wokingham.

Ce borough est entièrement découpé en paroisses civiles.
- Arborfield and Newland
- Barkham
- Earley (ville)
- Finchampstead
- St Nicholas Hurst
- Remenham
- Ruscombe
- Shinfield
- Sonning
- Swallowfield
- Twyford
- Wargrave
- Wokingham (ville)
- Wokingham Without
- Woodley